# Півгодини на чудеса
«Півгодини на чудеса» (рос. Полчаса на чудеса) — радянський дитячий художній фільм-казка 1970 року, друга новела з однойменного кіноальманаху.

## Сюжет
Хлопчик Федя зустрів веселого маляра, який дав йому на півгодини свій чарівний пензель, за допомогою якого можна робити добрі справи. За ним полюють посланці злого короля — Сірий і Абрікадабр, щоб знищити чарівний пензель, а з ним — і всі добрі справи…

## У ролях
- Евалдас Мікалюнас — Федько
- Валентина Сперантова — бабуся Ліда
- Олег Попов — дядько Маляр
- Сергій Мартінсон — Абрікадабр
- Олександр Жеромський — Сірий, підручний Абрікадабра
- Ераст Гарін — Його Величність
- Євген Лебедєв — дядько Варфоломій, двірник
- Петро Черкашин — Міша
- Марина Плешакова — Люся

## Знімальна група
- Режисер-постановник — Михайло Юзовський
- Сценарист — Іван Коньков
- Оператори-постановники — Валерій Базилев, Борис Монастирський
- Композитор — Володимир Дашкевич
- Художник-постановник — Ной Сендеров